# Suplemento semanal Hora Cero
El Suplemento semanal Hora Cero fue una revista de historietas publicada entre 1957 y 1959 en la Argentina por  Editorial Frontera. Su fecha de aparición, el 4 de septiembre, se instituyó como Día de la Historieta en dicho país.

## Historia editorial

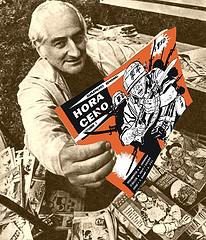
Oesterheld con varios ejemplares de la revista.

En la década de 1950, antes de la aparición de la televisión, las historietas eran un auténtico fenómeno de masas, y la editorial Frontera gozaba de grandes beneficios con sus mensuales Hora Cero y Frontera, así que el 4 de septiembre decidió sacar este Suplemento semanal de Hora Cero, una nueva revista con periodicidad semanal e historietas de "continuará":
| Números | Fecha       | Título               | Guionista            | Dibujante                       |
| ------- | ----------- | -------------------- | -------------------- | ------------------------------- |
| 1-      | 4/09/1957-  | Ernie Pike           | Héctor G. Oesterheld | Hugo Pratt                      |
| 1-106   | 4/09/1957-  | El Eternauta         | Héctor G. Oesterheld | Francisco Solano López          |
| 1-      | 4/09/1957-  | Randall "the killer" | Héctor G. Oesterheld | Arturo Pérez del Castillo       |
| 7-      | 16/10/1957- | Nahuel Barros        | Héctor G. Oesterheld | Carlos Roume                    |
| 13      | 27/11/1957  | La trampa            | Héctor G. Oesterheld | Francisco Solano López          |
| 14      | 04/12/1957  | Honor                | Héctor G. Oesterheld | Carlos Roume                    |
| 15      | 11/12/1957  | Blitzkrieg           | Héctor G. Oesterheld | Ivo Pavone                      |
| 37      | 14/5/1958   | El Sargento Kirk     | Héctor G. Oesterheld | Hugo Pratt                      |
| 37      | 14/5/58     | Cayena               | Héctor G. Oesterheld | Daniel Haupt                    |
| 61      | 29/10/58    | Lord Crack           | Héctor G. Oesterheld | Jorge Moliterni, Alberto Flores |
| 87      |             | Sherlock Time        | Héctor G. Oesterheld | Alberto Breccia                 |

La revista se dejó de publicar con su número 116, de 18 de noviembre de 1959, solo 10 semanas después de la finalización de El Eternauta, su serie de mayor tirón popular.

## Escenas inéditas
A partir del número 13 cada episodio de "El Eternauta" venía acompañado de un resumen de lo que había ocurrido con anterioridad, a veces incluyendo imágenes que no fueron rescatadas en las diversas reediciones de la historia. 
Asimismo, las tapas de la publicación también contenían imágenes que no aparecían dentro de la misma (aunque algunas eran montajes que combinaban imágenes diferentes).

## Legado
El Museo del Dibujo y la Ilustración atesora los originales de 8 historietas completas publicadas en Hora Cero, todas con argumento de Hector Germán Oesterheld. Se exponen habitualmente en las muestras que programa la entidad. En el año 2008 se expuso en la ciudad de Angouleme, Francia un episodio completo de Ernie Pike con dibujos de Estévez. Esto fue en el marco de la muestra que organizó el Centro Nacional de la Imagen, en homenaje a la historieta argentina, con curaduría de José Muñoz y Giustiniano Zuccato.